# Alamo (Texas)
Alamo è un comune degli Stati Uniti d'America, nella contea di Hidalgo, nello Stato del Texas.
Secondo il censimento del 2000 vi abitavano 14.760 persone: l'83,61% della popolazione era bianca, lo 0,21% afroamericana, lo 0,43% nativa americana, lo 0,09% asiatica, il 13,73% di altre etnie e l'1,94% di due o più etnie.
Alamo fu uno dei luoghi delle riprese del film Pee-wee's Big Adventure.